# Eishockey in Salzgitter
Der Eishockeysport in Salzgitter wurde ab etwa 1981 beim TSV Salzgitter ausgeübt. Seither ist die Geschichte des lokalen Eishockeys von mehreren Insolvenzen und Neugründungen geprägt.
Der Hauptverein wird durch die Abteilungen Eislaufschule, Eishockey Nachwuchs, Eiskunstlauf, Eishockey Hobbymannschaft und Inlinehockey vertreten. Die Salzgitter Icefighters bilden den Zweigverein.

## Geschichte
Ab dem Jahr 1981 wurde in Salzgitter Eishockey beim Turn- und Sportverein (TSV) Salzgitter betrieben und spielte ab 1981/82 in der – viertklassigen – Regionalliga Nord. Die Eishockeyabteilung des TSV wurde 1991 in den EHC Salzgitter ausgelagert, der auch den Spielbetrieb in den 1990er Jahren organisierte und ab der Saison 1992/93 wieder an der Regionalliga Nord teilnahm. Im Rahmen der Neueinteilung der Ligen durch die Einführung der DEL wurde der EHC für die Saison 1994/95 in die drittklassige 2. Liga Nord eingeteilt. Nach einer Saison in der – zweitklassigen – 1. Liga Nord, stieg die Mannschaft wieder in die 2. Liga Nord ab. Während der Saison 1996/97 wurde der EHC Salzgitter vom Spielbetrieb zurückgezogen und später aufgelöst.
Bereits zu Zeiten der Abteilung des TSV und neben dem EHC Salzgitter nahm auch die ESG Salzgitter mit einer Herrenmannschaft am Spielbetrieb teil, dabei zeitweise an der Regionalliga Nord.
Der als Nachfolger des EHC gegründete ESC Salzgitter zog während der Saison 1998/99 die Mannschaft aus der – drittklassigen – 1. Liga Nord zurück. Ab der Saison 1999/00 folgten die FE Phantoms Salzgitter mit der Teilnahme an der – viertklassigen – Regionalliga Nord-Ost, die im November 2003 den Spielbetriebs einstellten. 2005 wurde der EHC Salzgitter 05 gegründet, der anschließend unter dem Beinamen Steelers an der Regionalliga Nord-Ost teilnahm. Für die Saison 2006/07 nahm auch der SENF (Salzgitter Eishockey Nachwuchs Förderkreis e. V.) mit einer Herrenmannschaft an der Niedersachsenliga teil.

## Fraueneishockey
Die ESG Salzgitter nahm 1990 erstmals am Spielbetrieb teil, während die DEC Salzgitter in der Folgesaison 1991/92 dazu kam und nur bis 1993 bestand.
Die ESG bestand bis ins Jahr 1998. Zwischen 1999 und 2003 spielten die Frauen innerhalb des SV am Salzgittersee als Crazy Cats / FE Phantoms. 2009 wurde im SV am Salzgittersee eine neue Frauenmannschaft gegründet, die bis 2015 als Dark Wings am Spielbetrieb der 1. Damenliga Nord teilnahmen.

## Salzgitter Icefighters
Im Juni 2009 fusionierten der EHC Salzgitter 05 und der Nachwuchsverein SENF zum Sportverein am Salzgittersee. Der Zweigverein Senioreneishockey wurde zeitgleich aus dem Sportverein am Salzgittersee heraus gegründet, um den Spielbetrieb der Herrenmannschaft zu organisieren. Alle Nachwuchsteams und die Frauenmannschaft Dark Wings werden vom Hauptverein betrieben.
Die Salzgitter Icefighters sind die Mannschaft des deutschen Eishockeyverein Senioreneishockey im SV am Salzgittersee, die in der viertklassigen Regionalliga Nord spielt.
Das Herrenteam begann seine erste Saison 2009 in der Regionalliga Nord als CRE Salzgitter Icefighters, mittlerweile wurde der Name in TAG Salzgitter Icefighters geändert. Erster Namenssponsor war die Colonia Real Estate AG, die 2011 mehrheitlich von der TAG Immobilien AG übernommen wurde. Chancenlos landete die Mannschaft mit einem Sieg auf dem letzten Tabellenplatz. Aufgrund einer Ligareform spielte Salzgitter in der Folgesaison 2010/11 in der drittklassigen Oberliga Nord. Der nicht konkurrenzfähige Etat ließ sie am Saisonende mit einem Sieg als Tabellenletzter absteigen.
In der vierklassigen Regionalliga Nord belegte das Team um Coach und Ex-DEL-Profi Radek Vít in der Saison 2011/12 den dritten Tabellenplatz. Diesen Erfolg konnte sie in der kommenden Saison mit dem dritten Platz erneut bestätigen. In der Saison 2013/14 verpasste die Mannschaft als Fünfter der Tabelle die Playoffs.
Ihre bisher beste Saison konnten die Icefighters 2014/15 verbuchen. Als Vorrundenerster zogen sie souverän in die Play-offs ein. Im Viertelfinale wurden die Crocodiles Hamburg 1b in zwei Spielen bezwungen. Im Halbfinale konnte die Mannschaft die 2:4-Niederlage im Hinspiel gegen den REV Bremerhaven durch ein 5:5 im Rückspiel nicht mehr ausgleichen.

## Bekannte ehemalige Spieler
| - Pat Ryan - Petr Slaby - Kennt Todd - Heiko Awizus - Kevin McGibney - Markus Schweizer - Frank Burchot - Michael Clemens | - Dirk Heckmann - Jan Furo - Marek Adamec - Stefan Schütze - Oliver Kreipl - Torsten Magers - Slavomir Osinski - Jan Welke | - Marc Garthe - Martin Flemming - Michael Nather - Marco Gapinski - Vladimir Lukscheider - Janne Suikki - Juha Tyystjärvi - Larry Mitchell |

## Salzgitter Young Icefighters
Die Nachwuchsabteilung wurde im Jahre 2003 gegründet.
2009 wurde die Abteilung dem neu gegründeten Sportverein am Salzgittersee e. V. angegliedert. Dieses war die Geburtsstunde der TAG Salzgitter Young Icefighters.
Mit den Abteilungen Laufschule, Eishockey und Eiskunstlauf bieten wir Kindern von 4 bis 12 Jahren, Jugendlichen von 13 bis 18 Jahren und Heranwachsende bis 25 Jahren ein Hobby der besonderen Art.
Zusätzlich sind auch die Abteilungen Inlinehockey und Eishockey Hobbygruppe beim Nachwuchs angegliedert. In diesen Abteilungen haben alle, die Lust auf diesen Sport haben, die Möglichkeit mitzumachen und das egal jeden Alters. Von 25 bis 70 Jahren ist jetzt schon alles dabei.
Dadurch fördern wir nachhaltig die persönliche Entwicklung der Kinder und leistet somit einen wichtigen Beitrag für unsere Gesellschaft.